# セラミックス

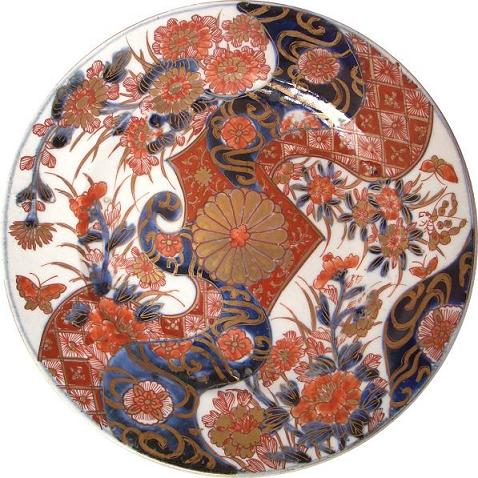
伊万里焼の皿

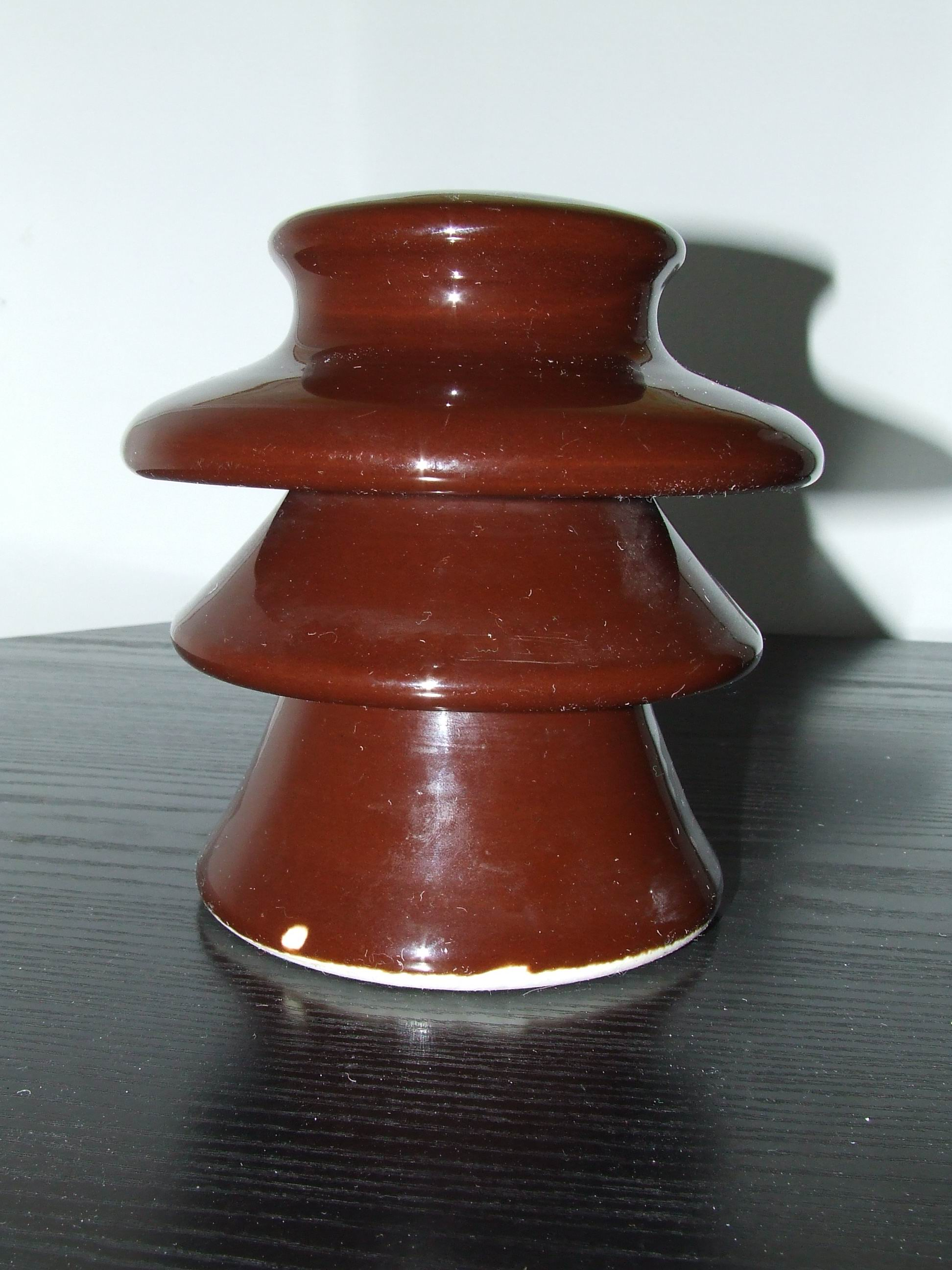
高電圧用セラミック碍子

セラミックスまたはセラミック（英語: ceramic）とは、狭義には陶磁器を指すが、広義では窯業製品の総称として用いられ、無機物を加熱処理し焼き固めた焼結体を指す。金属や非金属を問わず、酸化物、炭化物、窒化物、ホウ化物などの無機化合物の成形体、粉末、膜など無機固体材料の総称として用いられている。伝統的なセラミックスの原料は、粘土や珪石等の天然物である。なお、一般的に純金属や合金の単体では「焼結体」とならないためセラミックスとは呼ばれない。

## 特徴
一般的にセラミックスは次のような性質を持っている。ただし、セラミックスと呼ばれる物質群は、極めて広汎でその特性も様々であり、下記の性質が必ずしも当てはまらない。
- 常温で固体
- 硬度は高いが、脆性破壊しやすい
- 強度、破壊靭性が内部の局所的な欠陥構造に左右されやすい
- 耐熱性に優れるが、熱衝撃破壊を起こしやすい
- 金属より軽く、プラスチックより重い
- 絶縁体である

## 歴史
セラミックスの語源は、ギリシャ語の「keramos」（粘土を焼き固めたもの）と言われている。
古くは土器に始まる。日本においては、縄文土器、弥生土器に始まり、時代を経て陶器・磁器へと発展した。近年では、光触媒機能をもったセラミックス繊維などが開発されている。

## 日本におけるセラミックスの名称
昔、日本では可塑性の合成樹脂材料をプラスチックと呼び、その製品をプラスチックスと区別していたように、セラミックスも、材料をセラミック、製品をセラミックスと呼んでいたが、最近では、両者の区別があいまいになっている。一般的には伝統的なガラスや陶磁器製品とは区別されて、1980年代以降はファインセラミックスに相当するものを「セラミックス」と呼ぶことが多い。
なお、英語の「ceramic（セラミック）」は物質名詞としてよりも、「陶器の」、「陶芸の」という意味として用いられる例の方が多く、本項のように各種の製品を総称する場合は複数形の「ceramics（セラミックス）」を用いるのが通常適切である。しかし、日本では、製品総称においても英語などでは名詞の単数形あるいは形容詞に当たる「セラミック」という表現が広く使われている。

## 主なセラミックスの種類

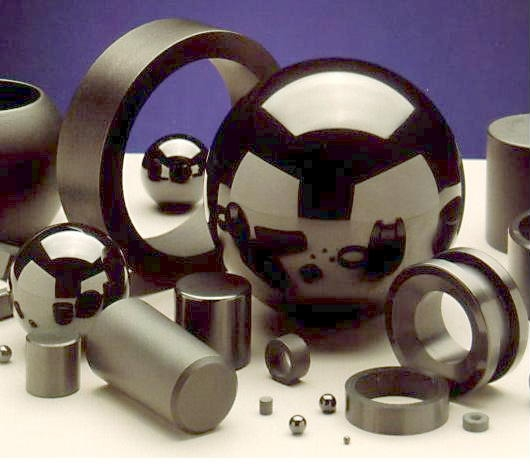
窒化ケイ素の成形品

セラミックスは、組成の面から、以下に分類される。
- 元素系 例：炭素 (C)...複合材の材料として利用される。単体ではセラミックスに分類される事はない。
- 酸化物系 例：アルミナ (Al2O3)、ジルコニア、チタン酸バリウム(BaTiO3) など
- 水酸化物系 例：ハイドロキシアパタイト
- 炭化物系 例：炭化ケイ素 (SiC)
- 炭酸塩系
- 窒化物系 例：窒化ケイ素 (Si3N4)
- ハロゲン化物系 例：蛍石(CaF2)
- リン酸塩系

## セラミックスの用途
- 陶磁器
- ガラス
- セメント
- 石膏
- 複合装甲
- ほうろう - 但しこれは金属の基材に釉薬皮膜を施したものであるので狭義のセラミックには含まれない。
- 代用陶器 - 第二次大戦中の金属類回収令を受け、金属製品の代用として開発流通し、戦後消滅した。
- ファインセラミックス（ニューセラミックス）：天然原料ではなく、高純度で精密に制御された微粉末を原料とする。
  - エンジニアリングセラミックス : 熱的機能、機械的機能の優れたファインセラミックス。

### 主なファインセラミックス

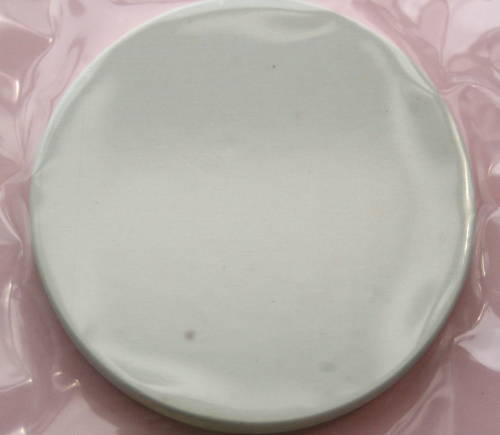
チタン酸バリウムのセラミック（袋入り）

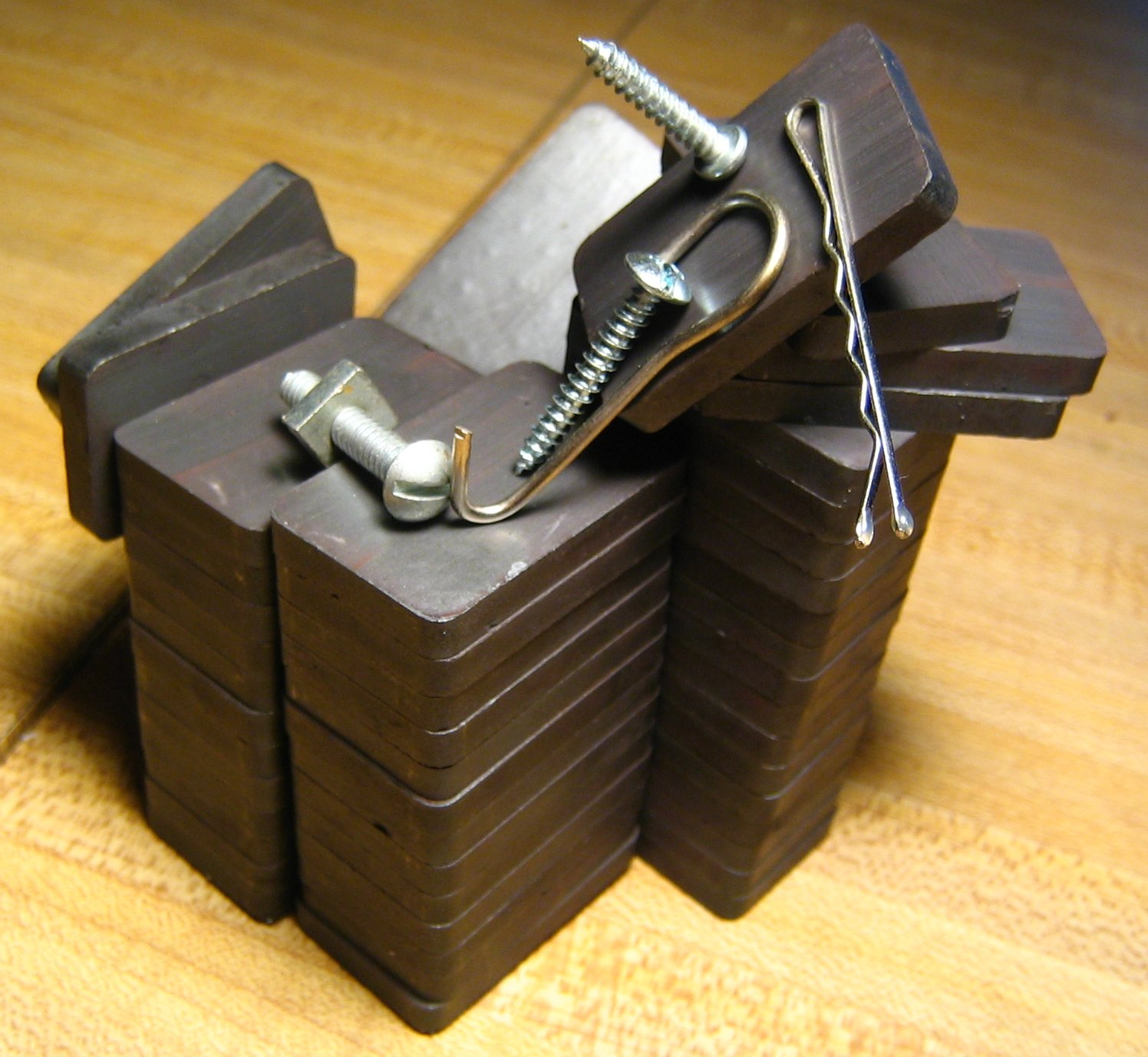
フェライト磁石

より高度な機能が要求されるファインセラミックスの場合、純度の高い合成粉末を原料として、微細組織を高精度に制御して合成される。用途により基材には微量の添加物が加えられる。誘電性・磁性・光学的な面などで高機能をもつ。医療用、電子部品（IC基板、コンデンサなど）の材料として利用されている。
- チタン酸バリウム - 誘電性を持ち、その機械的、電気的、熱的な性質から、電気機械変換器、コンデンサとして広く用いられている[5]。粒界でPTC効果を持つため、ヒータ材料としても用いられる。
- Bi2Sr2Ca2Cu3O10 - 高温超伝導セラミックス。
- 窒化ホウ素 - 炭素とよく似たグラファイト構造とダイヤモンド構造をとる。
- フェライト - 磁性を持ち、磁石類（フェライト磁石）やインダクタのコア（フェライトコア）等として多用される。
- チタン酸ジルコン酸鉛 - 高い圧電性をもち、センサ、アクチュエータ材料として用いられる。
- 酸化アルミニウム - 高硬度・高融点が特長、主に研磨材、耐火材として用いられる。
- 炭化ケイ素 - 高硬度・高融点が特長、耐火材・研磨材の代表的な材料であり、電気素子材料としても用いられる。
- 窒化ケイ素 - 高い靱性をもち、構造材、研磨剤として用いられる。
- ステアタイト (MgOSiO2) - 代表的な絶縁材料。
- YBa2Cu3O7-δ - 高温超伝導セラミックス。
- 酸化亜鉛 - 半導体であり、バリスタの材料として用いられる。
- ジルコニア - 室温と焼結温度の間で相転移することを利用した部分安定化ジルコニアは高い靱性を持ち、セラミックナイフやはさみなどに使われる。また、高温で固体電解質となり、燃料電池や酸素センサの材料として用いられる。また近年、金属に変わる差し歯やブリッジの歯科治療材料（セルコン、ラヴァ）としても着目されており、需要が増えている。
- 原子炉用核燃料 (UO2 , PuO2)

## 製造方法
原料調合 → 成形 → 乾燥・仮焼 → 華飾・施釉 → 焼成 → 仕上げ加工の手順で製造される。

### 主な成形方法
成形とは、原料を焼き固める（焼結）前に、形を整える工程である。完成品の用途に応じてさまざまな成形方法を使い分ける。

#### 乾式成形
- 一軸加圧成形（金型成形）

粉体（原料）を金型に入れて、加圧し成形する方法。量産性が非常によく、もっとも一般的な方法である。成形体の密度は不均一で、密度が均一な成形体を求める場合には適さない。また、得られる成形体の形は、単純な形状に限られる。
- CIP（冷間静水圧成形）

ゴム型に粉体を充填して、静水圧を印加して成形する方法。等方的に加圧されるため、作製される成形体の密度は均一で、一軸加圧成形の欠点を克服しているが、設備に高いコストがかかる。
- HP（ホットプレス）、HIP（熱間静水圧成形）

HPとは焼結を伴いながら一軸加圧成形する方法である。HIPとは焼結を伴いながら静水圧で成形する方法である。

#### 塑性成形
- ろくろ成形

杯土（原料）を回転台の上に乗せ、回転させながら形を整える方法である。設備は簡単であるが量産性はない。皿やつぼなどの少量生産の製品や、芸術品を作るときに用いられる。
- 押出し成形

ところてんのように、杯土を口金を通じて押し出して成形する方法である。連続生産が可能で、棒状やパイプ状・ハニカム状の製品を作る場合に用いられる。成形体に配向が残るという欠点がある。
- 射出成形

原料に樹脂を混ぜ可塑性を持たせ、金型に射出して成形する方法。複雑形状の成形体を作ることができ、密度は均一でかつ寸法精度も良い。一方、加熱して樹脂を除く脱脂工程で二酸化炭素が排出されたり、脱脂時間が長く多くのエネルギーを要するため、環境に悪い成形方法とも言われる。

#### 鋳込み成形
- 泥漿（でいしょう）鋳込み

泥漿を型に流し込み、着肉後、排泥するか、そのまま固化して成形体を得る方法。簡単な設備で複雑な形状の成形体が得られる。生産性が悪い、寸法精度が悪いという欠点がある。
- 加圧鋳込み

加圧した泥漿を流し込んで着肉速度を速め、生産性を高めた方法。
- 回転鋳込み

遠心力を用いて着肉速度を速めた方法。高密度で、均質な成形体が得られるが、形状は回転体に限られる。

#### テープ成形
- ドクターブレード法

原料と有機溶剤を混ぜて泥漿をつくり、ブレードと呼ばれる刃状部品で厚さを調整しながら、うすい板状に成形する方法。生産性がよく、多層構造体をもった成形体を作ることができるため、積層コンデンサーなどの電子部品を作成する際に使われる。工程の中で、板状に成形した泥漿に熱風を当てて有機溶媒を気化させ、乾燥させる。気化した有機溶媒は、有害であり、それを処理する設備が必要になるため、設備に高いコストがかかる。また、設備を運用する上で、作業員の健康や周辺環境の汚染に留意する必要がある。有機溶剤の代わりに、無害な溶剤を用いる研究もされているが、たとえば水を用いると、水は有機溶剤に比べて気化しにくく、乾燥させる工程で生産性が著しく落ちるなどの問題がある。